# Edmundo de Alba Alcaraz
Edmundo de Alba Alcaraz (n. 1938) es un climatólogo y profesor
mexicano. Posee un doctorado en Física de la Universidad Nacional Autónoma de México. Tuvo cargos directivos en la Secretaría de Educación Pública (SEP), la Secretaría de Medio Ambiente y Recursos Naturales (SEMARMAT) y fue parte del equipo que fundó el Consejo Nacional de Ciencia y Tecnología (CONACYT).
Desarrolló actividades en el Grupo Intergubernamental de Expertos sobre el Cambio Climático y fue nombrado en 2007 como vicepresidente del Grupo de Trabajo II "Impactos, Adaptación y Vulnerabilidad" en una posición de responsabilidad en la creación del Cuarto Informe de Evaluación del IPCC